# Malaconotidae
I Malaconotidi (Malaconotidae ) sono una famiglia di uccelli passeriformi diffusi nell'Africa subsahariana.

## Tassonomia
La famiglia comprende i seguenti generi e specie:
- Malaconotus Swainson, 1824
  - Malaconotus cruentus (Lesson, 1831)
  - Malaconotus monteiri (Sharpe, 1870)
  - Malaconotus blanchoti Stephens, 1826
  - Malaconotus lagdeni (Sharpe, 1884)
  - Malaconotus gladiator (Reichenow, 1892)
  - Malaconotus alius Friedmann, 1927
- Chlorophoneus Cabanis, 1850
  - Chlorophoneus kupeensis Serle, 1951
  - Chlorophoneus multicolor (Gray, GR, 1845)
  - Chlorophoneus nigrifrons (Reichenow, 1896)
  - Chlorophoneus olivaceus (Shaw, 1809)
  - Chlorophoneus bocagei (Reichenow, 1894)
  - Chlorophoneus sulfureopectus (Lesson, 1831)
- Telophorus Swainson, 1832
  - Telophorus viridis (Vieillot, 1817)
  - Telophorus quadricolor (Cassin, 1851)
  - Telophorus dohertyi (Rothschild, 1901)
  - Telophorus zeylonus (Linnaeus, 1766)
  - Telophorus cruentus (Hemprich & Ehrenberg, 1828)
- Bocagia Shelley, 1894
  - Bocagia minuta (Hartlaub, 1858)
- Tchagra Lesson, 1831
  - Tchagra australis (Smith, A, 1836)
  - Tchagra jamesi (Shelley, 1885)
  - Tchagra tchagra (Vieillot, 1816)
  - Tchagra senegalus (Linnaeus, 1766)
- Dryoscopus Boie, F, 1826
  - Dryoscopus sabini (Gray, JE, 1831)
  - Dryoscopus angolensis Hartlaub, 1860
  - Dryoscopus senegalensis (Hartlaub, 1857)
  - Dryoscopus cubla (Latham, 1801)
  - Dryoscopus gambensis (Lichtenstein, MHK, 1823)
  - Dryoscopus pringlii Jackson, 1893
- Laniarius Vieillot, 1816
  - Laniarius leucorhynchus (Hartlaub, 1848)
  - Laniarius poensis (Alexander, 1903)
  - Laniarius willardi Voelker & Gnoske, 2010
  - Laniarius fuelleborni (Reichenow, 1900)
  - Laniarius funebris (Hartlaub, 1863)
  - Laniarius luehderi Reichenow, 1874
  - Laniarius brauni Bannerman, 1939
  - Laniarius amboimensis Moltoni, 1932
  - Laniarius ruficeps (Shelley, 1885)
  - Laniarius nigerrimus (Reichenow, 1879)
  - Laniarius aethiopicus (Gmelin, JF, 1789)
  - Laniarius major (Hartlaub, 1848)
  - Laniarius sublacteus (Cassin, 1851)
  - Laniarius ferrugineus (Gmelin, JF, 1788)
  - Laniarius bicolor (Hartlaub, 1857)
  - Laniarius turatii (Verreaux, J, 1858)
  - Laniarius barbarus (Linnaeus, 1766)
  - Laniarius mufumbiri Ogilvie-Grant, 1911
  - Laniarius erythrogaster (Cretzschmar, 1829)
  - Laniarius atrococcineus (Burchell, 1822)
  - Laniarius atroflavus Shelley, 1887
- Nilaus Swainson, 1827
  - Nilaus afer (Latham, 1801)